# Хироу Инсайд
„Хироу Инсайд“ (на английски: Hero Inside) е компютърно-анимиран сериал, който е съвместна продукция между държавите Южна Корея, Китай, Тайланд и Виетнам. Премиерата му е на 3 ноември 2023 г.

## В България
В България сериалът първоначално започва излъчване по стрийминг платформата „Ейч Би О Макс“ и официалния канал на „Картун Нетуърк“ в YouTube.
На 20 януари 2024 г. се излъчва маратон на първите епизоди по канала Картун Нетуърк в събота и неделя от 10:10 ч., а премиерата му е на 22 януари 2024 г. с разписание всеки делник от 8:45, с повторения от 12:30 и 18:20 ч.

### Нахсинхронен дублаж
| Роля          | Изпълнител              |
| ------------- | ----------------------- |
| Майк          | Константин Димитров     |
| Ник           | Александър Йорданов     |
| Плачещ мъж    | Александър Хаджиангелов |
| Луси          | Далия Георгиева         |
| Черен рицар   | Веселин Петров          |
| Момиче мумия  | Ангелина Русева         |
| Дърк О.       | Нено Койнарски          |
| Други гласове | Марио Иванов            |

| Обработка           | студио „Про Филмс“  |
| ------------------- | ------------------- |
| Режисьор на дублажа | Симеон Дамянов      |
| Преводач            | Цветелина Атанасова |